# Камерун
Камеру́н (фр. Cameroun, англ. Cameroon [ˌkæməˈruːn]), официально — Респу́блика Камеру́н (фр. République du Cameroun, англ. Republic of Cameroon от порт. Rio dos Camarões — «река креветок») — государство в западной части Центральной Африки, на юго-западе омываемое водами залива Бонни (часть Гвинейского залива Атлантического океана). Столица Камеруна — Яунде.
Член ООН (1960), Африканского союза (1963), МВФ (1963), МБРР (1963), ВТО (1995), Содружества наций (1995).

## Этимология
Название страны происходит от гидронима «Риу-душ-Камаройнш» (порт. Rio dos Camarões — «река креветок»). Этот гидроним возник после открытия португальскими мореплавателями в 1480-х годах устья реки Вури, где водилось большое количество креветок. В последующем гидроним трансформировался в форму «Камерун».

## География
Территория страны лежит севернее экватора. Крайняя южная точка удалена от него менее чем на 200 км. Протяжённость береговой линии — около 320 км. Граничит на северо-западе с Нигерией, на севере и северо-востоке — с Чадом, на востоке — с Центральноафриканской Республикой, на юге — с Габоном, Республикой Конго и Экваториальной Гвинеей. Самая высокая точка страны — гора Фако — 4040 м.

### Геология
Рельеф Камеруна характеризуется чередованием гор (Камерунские горы), плоскогорий и равнин. Бо́льшая часть Атлантического побережья занята аккумулятивной низменностью (местами заболоченной) с широкими эстуариями. Особняком на побережье возвышается действующий трахибазальтовый стратовулкан Камерун (4100 м). Южнее реки Лобе побережье становится высоким и скалистым. В центральной части страны возвышаются глыбовые горы Адамава высотой до 2460 м (г. Чабаль-Мбабо), осложнённые молодыми лавовыми покровами и конусами потухших вулканов. К югу от этих гор расположены цокольные денудационные плато, занимающие бо́льшую часть территории Камеруна. К северу от гор Адамава лежит возвышенная пластовая равнина, граничащая на западе с низковысотными горами Мандара. Крайний север страны занимает озёрно-аккумулятивная равнина впадины озера Чад, затапливаемая в дождливый сезон. Крайний юго-восток Камеруна лежит на окраине впадины Конго.
Из полезных ископаемых Камерун располагает месторождениями нефти и газа на шельфе, бокситами, золотом, рудами никеля, марганца, кобальта, железа, олова, титана, урана.

### Климат
Климатические условия Камеруна отличаются в различных частях страны. На юге климат экваториальный, постоянно-влажный, в центре и на севере — субэкваториальный, с дождливым летом и сухой зимой (продолжительность сухого сезона с юга на север возрастает от 4 до 7 месяцев). Западные и юго-западные склоны вулкана Камерун — самое влажное место в Африке (до 9655 мм осадков в год) и одно из самых влажных мест в мире.
|           | t самого тёплого месяца, °С | t самого холодного месяца, °С | годовое кол-во осадков, мм |
| --------- | --------------------------- | ----------------------------- | -------------------------- |
| Побережье | 24—28 (февраль-март)        | 22—24 (июль-август)           | >3000                      |
| Центр     | 22—24 (апрель-май)          | 20—21 (декабрь-январь)        | 1500—2000                  |
| Север     | 32—33 (апрель-май)          | 26—27 (декабрь-январь)        | <500                       |

### Гидрология
Густая и многоводная речная сеть Камеруна принадлежит бассейну Атлантического океана, за исключением крайнего севера и северо-востока, реки которых впадают в озеро Чад. Крупнейшей рекой, бассейн которой целиком находится в Камеруне, является Санага. Реки, берущие начало на северных склонах гор Адамава, впадают в Бенуэ, являющуюся главным притоком Нигера. Реки, текущие на юго-восток, впадают в Сангу, принадлежащую бассейну Конго. Для гидроэнергетических нужд созданы крупные водохранилища: Мбакау, Лагдо, Баменджинг.

### Флора и фауна
Леса и редколесья занимают около половины территории страны. В камерунских лесах произрастают почти все тропические виды деревьев. Наиболее типичны фикусы, хлебное дерево, эвкалипты, пальмы. Много ценных пород, пользующихся спросом на мировом рынке: различные виды красного дерева, такие как акажу, сипо, сапеле; эбеновое дерево, жёлтое дерево[уточнить] и другие, дающие ценную поделочную и строительную древесину. Много пород деревьев с исключительно твёрдой (тяжёлой) древесиной, среди них один из видов знаменитого железного дерева — азобэ; его древесина используется в портовом хозяйстве и для изготовления шпал. Плотность растительного покрова увеличивается с севера на юг: по мере удаления от озера Чад опустыненные саванны сменяются типичными, на смену которым в центральной части страны приходят редколесья и листопадно-вечнозелёные леса, сменяющиеся на юге влажными вечнозелёными экваториальными лесами с одним из самых высоких уровней биоразнообразия в Африке. На склонах вулкана Камерун горные вечнозелёные леса выше 3000 м сменяются горными лугами. Вдоль побережья произрастают мангровые заросли.
В составе камерунской флоры более 9000 видов высших растений, фауна представлена 1000 видами птиц, свыше 300 видов млекопитающих, 200 видов пресмыкающихся. В лесах обитают разнообразные приматы (мартышки, галаго, потто, колобусы, дрилы, шимпанзе, гориллы), слоны, бегемоты, винторогие антилопы (бонго, ситатунга). В саваннах многочисленны жирафы, буйволы, антилопы, чёрный носорог, страусы, марабу, дрофы, встречаются львы и леопарды. Богата и водная фауна. В прибрежных водах встречается свыше 130 видов рыб, среди которых много ценных промысловых, а также крабы, креветки, лангусты. В лесах прибрежной полосы обитает лягушка-голиаф — крупнейшая из ныне живущих лягушек. Богаты пресноводными рыбами реки бассейнов Вури, Санага, Ньонг.

## История
Древнейшим населением Камеруна были пигмеи. Затем юг колонизируют бенуэ-конголезские племена и народы банту. В XV веке пришли племена маса, принадлежащие к чадской семье. В 1472 году осуществлены первые контакты с европейцами. В начале XVII века на севере нынешнего Камеруна образовалось раннефеодальное государство Мандара. В 1715 году правитель Мандары допустил в свою страну мусульманских проповедников, и Мандара стала султанатом.
В XVI веке фульбе, принадлежащие к атлантической семье, начинают проникать на север Камеруна. В XIX веке благодаря джихаду фулани практически весь северный Камерун вошёл в состав мусульманского государства, центр которого располагался на территории северной Нигерии.
До 1884 года вся область Камеруна находилась во власти самостоятельных старшин, из которых самыми могущественными были короли дуала. Затем три немецкие фирмы приобрели верховную власть над областью города Дуала и передали её германскому правительству. В 1884—1916 годах Камерун являлся колонией Германии. Во время Первой мировой войны в 1916 году был занят англо-французскими войсками. Лига Наций в июле 1922 года предоставила им мандаты управления, и Камерун был поделён между Великобританией и Францией.
Местное население поднимало восстания против колонизаторов (в 1922, 1928—1929, 1931 годах). После Второй мировой войны национально-освободительное движение усилилось. Камерун получил независимость 1 января 1960 года, первым президентом стал Ахмаду Ахиджо, лидер партии Камерунский союз (КС), лидер Камерунской национально-демократической партии (КНДП) Джон Нгу Фонча до 1970 года занимал пост вице-президента. В 1960-е южная часть британского Камеруна воссоединилась с основным Камеруном. В результате референдума 20 мая 1972 года Камерун из федеративной республики был преобразован в унитарную. Под давлением французского правительства в ноябре 1982 года Ахиджо ушёл в отставку, передав свои полномочия Полю Бийя.

## Государственное устройство
Камерун является республикой. Конституция страны действует с 1972 года. Камерун входит в состав Содружества, возглавляемого Великобританией.
Глава государства — президент, являющийся также верховным главнокомандующим. Президент избирается всеобщим голосованием сроком на 7 лет (число сроков не ограничено). Нынешний президент Поль Бийя занимает пост президента Камеруна непрерывно с 6 ноября 1982 года (очередные выборы президента прошли в октябре 2011 года, на них снова победил Бийя).
Исполнительная власть осуществляется президентом и правительством во главе с премьер-министром.
Законодательная власть осуществляется однопалатным парламентом — Национальным собранием — 180 депутатов. Согласно конституционным поправкам от 1996 года, предусмотрено создание верхней палаты — Сената в составе 100 депутатов (по 10 человек от каждой из 10 провинций), из которых 70 сенаторов должны избираться коллегией выборщиков, а 30 — назначаться президентом. Однако Сенат пока ещё не сформирован.
Правящей партией с 1961 года является «Демократическое движение камерунского народа» — сейчас имеет 140 мест в парламенте.

### Англоязычный кризис
В сентябре 2017 года сепаратисты на англоязычных территориях Северо-Западного и Юго-Западного регионов (все вместе известные как Южный Камерун) объявили независимость и начали борьбу против правительства. Это движение известно как Англоязычный кризис. Правящая партия, Народно-демократическое движение Камеруна, считает сепаратистов террористами и поддерживает военное решение конфликта. Между тем оппозиция открыто заявляет о своей критике действий правительства по урегулированию конфликта. В январе 2019 года Социал-демократический фронт объявил, что будет против любых будущих выборов в стране, пока война ещё продолжается.

## Вооружённые силы
К вооружённым силам Камеруна относятся: армия, флот, военно-воздушные силы и жандармерия. Общая численность вооружённых сил оценивается в 52 000 человек.
В армии насчитывается около 40 000 военнослужащих. 1300 военнослужащих входят в состав ВМФ Камеруна, штаб-квартира которого находится в Дуале. В состав ВВС входят 3500 военнослужащих. 12 500 солдат служат в военизированных формированиях, которые выполняют функции жандармерии (полицейских сил) или разведки.
Одним из самых боеспособных подразделений камерунских вооруженных сил является Батальон быстрого реагирования (фр. Bataillon d'Intervention Rapide — BIR). Подразделение поддерживается США, подчиняется непосредственно президенту Камеруна. Батальон быстрого реагирования активно задействовался против боевиков Боко харам.
Базы камерунских вооруженных сил размещены по всей стране. Территориально армия разделена на пять общевойсковых военных округов: 1-й в Яунде, 2-й в Дуале, 3-й в Гаруа, 4-й в Маруа, 5-й в Баменде. 
Базы ВВС расположены в Гаруа, Яунде, Дуале и Баменде.
Военный бюджет Камеруна в 2023 году составил $398 млн.

## Административно-территориальное деление
| Административное деление Камеруна на регионы |                 |            |              |                        |                     |
| \| № на карте \| Регион \| Адм. центр \| Площадь, км² \| Население, чел. (2007) \| Плотность, чел./км² \| \| ---------------------------------------------------------------------------------------------------------------- \| --------------- \| ---------- \| ------------ \| ---------------------- \| ------------------- \| \| 1 \| Адамава \| Нгаундере \| 63 701 \| 838 689 \| 13,17 \| \| 2 \| Центральный \| Яунде \| 68 953 \| 2 797 212 \| 40,57 \| \| 3 \| Восточный \| Бертуа \| 109 002 \| 875 949 \| 8,04 \| \| 4 \| Крайнесеверный \| Маруа \| 34 263 \| 3 142 883 \| 91,73 \| \| 5 \| Прибрежный \| Дуала \| 20 248 \| 2 294 540 \| 113,32 \| \| 6 \| Северный \| Гаруа \| 66 090 \| 1 409 445 \| 21,33 \| \| 7 \| Северо-Западный \| Баменда \| 17 300 \| 2 095 538 \| 121,13 \| \| 8 \| Южный \| Эболова \| 47 191 \| 633 082 \| 13,42 \| \| 9 \| Юго-Западный \| Буэа \| 25 410 \| 1 419 269 \| 55,85 \| \| 10 \| Западный \| Бафусам \| 13 892 \| 2 269 136 \| 163,34 \| \| \| Всего \| \| 466 050 \| 17 775 743 \| 38,14 \| \| Примечания: при нажатии на изображение какого-либо региона, будет осуществлён переход на соответствующую статью. \| \| \| \| \| \| |                 |            |              |                        |                     |
| № на карте | Регион          | Адм. центр | Площадь, км² | Население, чел. (2007) | Плотность, чел./км² |
| 1 | Адамава         | Нгаундере  | 63 701       | 838 689                | 13,17               |
| 2 | Центральный     | Яунде      | 68 953       | 2 797 212              | 40,57               |
| 3 | Восточный       | Бертуа     | 109 002      | 875 949                | 8,04                |
| 4 | Крайнесеверный  | Маруа      | 34 263       | 3 142 883              | 91,73               |
| 5 | Прибрежный      | Дуала      | 20 248       | 2 294 540              | 113,32              |
| 6 | Северный        | Гаруа      | 66 090       | 1 409 445              | 21,33               |
| 7 | Северо-Западный | Баменда    | 17 300       | 2 095 538              | 121,13              |
| 8 | Южный           | Эболова    | 47 191       | 633 082                | 13,42               |
| 9 | Юго-Западный    | Буэа       | 25 410       | 1 419 269              | 55,85               |
| 10 | Западный        | Бафусам    | 13 892       | 2 269 136              | 163,34              |
| | Всего           |            | 466 050      | 17 775 743             | 38,14               |
| Примечания: при нажатии на изображение какого-либо региона, будет осуществлён переход на соответствующую статью. |                 |            |              |                        |                     |

## Население
Численность населения — 27,7 млн (перепись на июль 2020).
Годовой прирост — 2,78 % (фертильность — 4,66 рождений на женщину).
Средняя продолжительность жизни — 60,6 лет у мужчин; 64 года у женщин.
Заражённость вирусом иммунодефицита (ВИЧ) — 3,6 % (оценка на 2018 год).
В стране насчитывается около 250 этнических групп. Наиболее крупные — фанг (21 %), бамилеке (19 %), дуала (11 %), фульбе (10 %), тикар (7 %).
Официальные языки — французский и английский.
Религии — 38,3 % католики; 25,5 % протестанты; 24,4 % мусульмане; 6,9 % другие христиане; 2,2 % анимисты; 2,7 % другие (по данным 2018 года).
Грамотность — 82,6 % мужчин; 71,6 % женщин (оценка 2018 года).
Городское население — 57,6 % (в 2020).

## Языки
Официальными языками являются английский и французский; наиболее распространён французский (более 80 %). На территориях, ранее принадлежавших Британии, языком общения является
камерунский пиджин. С середины 1970-х годов в городских центрах набирает популярность смесь английского, французского и пиджина под названием Camfranglais. По данным международной организации франкоязычных стран (МОФ) на 2022 год 41,17 % населения Камеруна владеет французским языком. Правительство поощряет двуязычие на английском и французском языках, поэтому официальные правительственные документы, новое законодательство и бюллетени для голосования, среди прочего, пишутся и предоставляются на обоих языках. В рамках инициативы по поощрению двуязычия в Камеруне шесть из восьми университетов страны полностью двуязычны.
Помимо колониальных языков, около 20 миллионов камерунцев говорят примерно на 250 других языках. Именно поэтому Камерун считается одной из самых разнообразных по языку стран в мире.
В 2017 году начались массовые протесты англофонов против предполагаемого угнетения со стороны франкофонов. Против протестующих были брошены войска, что привело к человеческим жертвам; сотни были заключены в тюрьмы и тысячи бежали из страны. Конфликт получил название «англоязычный кризис».

## Религия
| Религия в Камеруне (2018) | Религия в Камеруне (2018) | Религия в Камеруне (2018) | Религия в Камеруне (2018) | Религия в Камеруне (2018) |
| ------------------------- | ------------------------- | ------------------------- | ------------------------- | ------------------------- |
| Христианство              |                           |                           | 70,7 %                    |                           |
| Ислам                     |                           |                           | 24,4 %                    |                           |
| АТР                       |                           |                           | 2,2 %                     |                           |
| Другие                    |                           |                           | 2,7 %                     |                           |

Около 70 % населения — христиане (преимущественно католики), 22 % — мусульмане, остальные — приверженцы традиционных африканских верований (анимализм, фетишизм, культ предков и сил природы и другие).

## Экономика
Благодаря запасам нефти и благоприятным условиям для сельского хозяйства экономика Камеруна является одной из наиболее самообеспеченных в Африке. ВВП на душу населения в 2009 году — 2,3 тыс. долл. (11-е место в Африке, 108-е место в мире). Однако почти половина населения — ниже черты бедности. Уровень безработицы — около 30 %.
Сельское хозяйство (70 % работающих, 20 % ВВП) — кофе, какао, хлопок, каучук, бананы, масличные, зерновые, корнеплоды; косточковые: персики, нектарины, абрикосы, томаты, огурцы, апельсины, перец. Скотоводство, лесозаготовки.
Промышленность (13 % работающих, 30 % ВВП) — добыча и переработка нефти, производство алюминия, пищевая промышленность, потребительские товары, текстиль, лесоматериалы, мелкий судоремонт.
Сфера обслуживания — 17 % работающих, 50 % ВВП.

### Транспорт
Через Камерун проходит три трансафриканских автомобильных маршрута:
- Шоссе Лагос-Момбаса
- Шоссе Триполи-Кейптаун
- Транссахельское шоссе

Имеются железные дороги и аэропорты.

### Внешняя торговля
Экспорт в 2017 году — 4,27 млрд долл.
Основные экспортные товары — сырая нефть ($1,34 млрд), пиломатериалы ($616 млн), какао-бобы ($492 млн), бананы ($306 млн) и необработанный лес ($219 млн).
Основные покупатели — Франция (13 %, $559 млн), Китай (11 %, $488 млн), Италия (9,2 %, $392 млн), Бельгия, Люксембург и Нидерланды.
Импорт в 2017 году — 5,88 млрд долл.
Основные импортные товары — нефтепродукты ($396 млн), суда специального назначения ($351 млн), рис ($304 млн), медикаменты ($195 млн).
Основные поставщики — Китай (18 %, $1,06 млрд), Франция (9,3 %, $548 млн), Республика Конго (7,5 %, $441 млн), Таиланд и Нигерия.

## Внешняя политика
Камерун является членом следующих международных организаций:
- Международная организация стран АКТ
- Организация африканского единства
- Центрально-Африканский таможенный и экономический союз (ЮДЕАК)
- ООН

В 2019 году президент США Дональд Трамп сократил военную помощь Камеруну за акты насилия, совершённые камерунской армией против граждан. Он также исключил Камерун из числа стран, имеющих беспошлинный доступ к американскому рынку.

## Здравоохранение
Здравоохранение в Камеруне остаётся на низком уровне. Большая часть территории за пределами крупных городов не оснащена медицинским обслуживанием. Вследствие этого развиваются такие заболевания как малярия, менингит, сонная болезнь, шистосомоз, лейшманиоз, лихорадка денге. 5,5 % населения в возрасте от 15 до 49 лет заражены ВИЧ. Во многих районах народные целители являются популярной альтернативой западной медицине.

## Образование
Бюджет образования — 3,7 % ВВП. Школьное образование только на французском или на английском языках (преимущественно на французском). С 2000 года начальное образование бесплатное, но школьная форма и учебники приобретаются за счёт родителей, данный фактор также влияет на снижение посещения школы детей из малообеспеченных семей. Уровень грамотности 71,3 %, однако наблюдается гендерное неравенство, основная причина которого — ранние браки.
Школьные учебники наполнены как академическими знаниями, так и практическими знаниями о сельском хозяйстве, птицеводстве.
В Камеруне насчитывается восемь государственных университетов в Буэа, Баменда, Дуала, Дшанг, Маруа, Нгаундере и Яунде I и II. В 1990-е годы большинство студентов трудоустраивались на государственную службу.

## СМИ
Государственная телерадиокомпания (Cameroon Radio Television — CRTV), основана в 1987 году, включает в себя телеканал CRTV-Télé (запущен 23 декабря 1985 года), общенациональную радиостанцию CRTV Radio и провинциальные радиостанции.

## Культура

### Музыка
Камерун — родина такого жанра африканской поп-музыки как макосса (от названия танца косса, популярного у народа дуала). Зародившийся в городе Дуала, он поначалу был тесно связан с музыкальным фольклором и получил широкое распространение лишь в миссионерских школах. Однако к концу 1960-х годов макосса стала популярной по всему Камеруну, а с 1970-х начала завоевывать и мировую известность (параллельно сближаясь с джазом, хайлайфом, сукус и другими жанрами). Большую роль в этом процессе сыграл саксофонист Ману Дибанго, в чьей музыке сочетались элементы макоссы, джаза и фанка. Появившийся в 1972 году сингл «Soul Makossa» за короткий срок стал известен во многих странах мира и считается одним из самых ярких произведений Дибанго.
Другие заметные фигуры поп-музыки — Сэм Фэн Томас, второй по степени известности камерунский музыкант (после Дибанго), и Тото Гийом, один из ярких представителей жанра поп-макосса, который в 1980-х годах стал активно развиваться в Париже.

### Кухня
Камерунская кухня — одна из самых разнообразных в Африке из-за расположения Камеруна на перекрестке путей между севером, западом и центром континента; этнического разнообразия, смешения культур племён банту, семи-банту и арабов. К этому следует добавить влияние немецкой колонизации, а затем французской и английской аннексии различных частей страны.

## Спорт
Популярны футбол и лёгкая атлетика. Национальная футбольная сборная — олимпийские чемпионы 2000 года, пятикратные чемпионы Африки.